# آواراتسنا
آواراتسنا (به لاتین: Avaratsena) یک منطقهٔ مسکونی در ماداگاسکار است که در آمبوهیدراتریمو واقع شده‌است. آواراتسنا ۱۳۰ کیلومتر مربع مساحت و ۶٬۵۲۳ نفر جمعیت دارد.